# Paolo Maurensig
Paolo Maurensig (født 26. marts 1943 i Gorizia i Norditalien, død 29. maj 2021) var en italiensk forfatter, bedst kendt for romanen Spejlvendt kanon (originaltitel: Canone Inverso) (1996), der er en kompleks fortælling om en violin og dens ejere. Den er blevet oversat til dansk af Jytte Lollesgaard. Hans første roman Lüneburg-varianten (originaltitel: La variante di Lüneburg) om to skakspillere, en jødisk og en arisk, er ligeledes oversat til dansk af Jytte Lollesgaard. 